# Ufærdige rejser
|  | Denne artikel er oprettet af botten PalnaBot ud fra en ekstern database. Den kan derfor have sproglige fejl eller mangler. Denne skabelon kan fjernes efter kontrol af indholdet. |

Ufærdige rejser er en kortfilm instrueret af Vladimir Tomic efter manuskript af Vladimir Tomic.

## Handling
Filmen følger Niels, som er halvt dansk og halvt grønlandsk. Omdrejningspunktet er fortællingen om Niels' forhold til sine grønlandske rødder. Det er en fortælling, hvor et poetisk billedsprog og storslået grønlandsk natur møder en socialpolitisk virkelighed med dokumentaroptagelser af hverdagslivet i Grønland. Centralt står spørgsmålet om, hvordan en kulturel identitet som inuit er blevet påvirket, efter at den i årevis har været pålagt danske samfundsnormer. Er det muligt at opretholde en grønlandsk selvforståelse, selvom et udefrakommende system truer med at udviske den? I filmen møder vi også kunstneren Julie Hardenberg og forfatteren Helene Thisen, der ligesom Niels lever med en splittet, kulturel identitet. Problemstillingen bliver både foldet ud i de dokumentaroptagelser, men også i filmens billedpoesi, hvor is, vand, damp og skyer kredser om et transformationstema og slår en mystisk stemning an. Filmen forsøger at give en forståelse af, hvilke konsekvenser koloniseringen af Grønland har for inuittens identitet som individ og som en del af et samfund.